# Стокгольмський архіпелаг

Стокгольмський архіпелаг

Стокго́льмський архіпела́г (швед. Stockholms skärgård) — група островів біля східного узбережжя Скандинавського півострова. Архіпелаг розташований в Балтійському морі, навпроти міста Стокгольм і цілком належить Швеції.

## Загальний опис
Острови розтягнулись з північного сходу на південний захід на 60 км уздовж узбережжя. Найпівнічнішим островом вважають Аргольма, найпівденнішим — Ея. Від фінських Аландських островів Стокгольмський архіпелаг відокремлений протокою Південний Кваркен.
Всього група нараховує до 24 тисяч островів, серед яких найбільші це — Вермделандет, Ормінтеландет, Інгаре, Урне, Норра-Юстере та Вете.
Найбільшими містами, окрім Стокгольма, є Густавберг та Ваксгольм. Більша частина островів залишаються незаселеними. Оскільки архіпелаг розташований проти столиці Швеції, то всі судна, що рухаються до порту, проходять повз острови.
Для збереження своєрідної природи островів було організовано Фонд архіпелагу, якому належить 15 % його території.

## Поділ на групи
Весь архіпелаг умовно поділений на 3 групи:
- Північна група — острови від Архольма до Іколан
- Середня група — острови від Норра-Юстере до Немде
- Південна група — острови від Урне до Ея

### Південна група
| Швеція | Це незавершена стаття з географії Швеції. Ви можете допомогти проєкту, виправивши або дописавши її. |